# さんとす丸
さんとす丸（さんとすまる）は、かつて大阪商船および商船三井客船（日本移住船）が所有し運航していた貨客船である。
大阪商船所属の初代は日本最初の大型ディーゼル貨客船であるさんとす丸級貨客船のネームシップとして、南米への移民輸送に活躍。太平洋戦争中は特設潜水母艦、特設運送船として運用された。大阪商船および商船三井客船（日本移住船）所属の二代目は第二次世界大戦後に日本で建造された最初の大型貨客船であり、南米への移民輸送に活躍した。

## さんとす丸・初代

### 概要
初代「さんとす丸」は、さんとす丸級貨客船のネームシップとして三菱長崎造船所で1925年（大正14年）1月5日に起工し9月5日に進水、12月10日に竣工した。竣工後間もない12月18日に神戸港を出港して横浜港に向かい、12月22日に横浜を出港して処女航海の途につく。さんとす丸級貨客船には352トン積みの冷蔵庫が備え付けられていたが、「さんとす丸」はこの処女航海で静岡みかん約50トンを冷蔵庫に搭載していた。ぶゑのすあいれす丸級貨客船（ぶゑのすあいれす丸、りおでじゃねろ丸）が竣工した1930年（昭和5年）以降は、西回り南米航路はディーゼル船で統一されることとなり、年間11航海の定期航海を行った。しかし、昭和5年10月には700名の移民を乗せて神戸を出港しようとする直前、ブラジル政府が入国禁止を通告してきたため移民の安否が気遣われたり、1935年（昭和10年）8月にも出港間際に移民制限令が出されて「大恐慌」と報じられるなど、「さんとす丸」の航海は外的な要因もあって必ずしも順調なものばかりではなかった。
昭和5年時点の寄港地は、往航は神戸を振り出しに四日市、横浜を経て再び神戸に戻り、以後香港、サイゴン、シンガポール、コロンボ、ダーバン、ポート・エリザベス、ケープタウンと巡り、南アメリカ大陸にとりついてリオデジャネイロ、サントス、モンテビデオを経てブエノスアイレスに到着、復航はサントス、リオデジャネイロ、ニューオーリンズ、ガルベストン、パナマ、ロサンゼルスを経て横浜に帰着するものだった。このような世界一周航路だっただけに船客も移民だけに限らず、往航だけに限ってみればシャム海軍士官の研修やオランダ領東インドへ向かう要人なども利用していた。1936年（昭和11年）からは、上述のブラジルの移民制限などを受けて始まったパラグアイへの移民輸送を開始し、昭和11年6月18日に第一陣のパラグアイ移民22家族170名を乗せて神戸からパラグアイに向かい、日系パラグアイ人の礎の構築に貢献した。しかし、世界情勢の変化とともに南米航路も規模が縮小されることとなり、1939年（昭和14年）9月の第二次世界大戦勃発以降は優秀船の保護が行われることとなった。その一方で、満州国への渡航客が急増したことと徴傭船が出たことにより、大阪大連線の輸送力が逼迫することとなった。「さんとす丸」も1940年（昭和15年）からは南米航路から撤退して大阪大連線に移り、また台湾航路にも配された。
1941年（昭和16年）1月24日、「さんとす丸」は日本海軍に徴傭され、次いで3月1日付で特設潜水母艦として入籍、横須賀鎮守府籍となる。3月1日から5月31日まで舞鶴海軍工廠と横須賀海軍工廠で特設潜水母艦としての艤装工事が行われた。このあと、「さんとす丸」は「満珠丸」と改名するが、理由については定かではない。もっとも、徴傭した日本海軍では若干の例外を除いて「満珠丸」とは呼ばずに、旧名の「さんとす丸」を使っていた。本項では以降、「若干の例外」を除いて「さんとす丸」に統一して記述する。
太平洋戦争開戦時には第二潜水戦隊付属の潜水母艦として支援にあたるが、1942年（昭和17年）1月の時点では横須賀にあって前線には出動していない。2月から3月にかけては南方作戦に従事した。8月20日付で第二潜水戦隊は解隊され、「さんとす丸」は第六艦隊附属となった。それから8月31日に編成された呉潜水戦隊に移って、旗艦として引き続き母艦任務に従事した。その後、1943年（昭和18年）3月25日に、元来大阪大連線の貨客船として建造された「筑紫丸」（8,135トン）が竣工と同時に徴傭され特設潜水母艦として入籍し、「さんとす丸」は「筑紫丸」と入れ替わるように特設運送船に類別変更された。特設運送船になってからの「さんとす丸」は一貫して輸送任務に従事し、1944年（昭和19年）のサイパン島に対する松輸送にも参加、3月20日館山出港の東松三号特船団では、特設運送船「浅香丸」（日本郵船、7,398トン）および「山陽丸」（大阪商船、8,360トン）とともにサイパン島およびトラック諸島への輸送に任じた。5月にも第四十三師団を輸送する東松八号船団に加わり、5月19日にサイパン島に到着して第四十三師団の将兵を上陸させた。また、これより前の3月上旬には、引き揚げ日本人を乗せていた「亜米利加丸」（大阪商船、6,307トン）とともに船団を構成して日本に向かっていたが、3月6日にアメリカ潜水艦「ノーチラス」の雷撃で「亜米利加丸」が沈没するという一幕もあった。
6月20日、「さんとす丸」はヒ67船団に加入して六連沖を出港する。上述の「若干の例外」とはヒ67船団と、8月4日昭南（シンガポール）出港で復航のヒ70船団であり、一連の航海のみ「満珠丸」となっている。7月9日に昭南に到着後、「さんとす丸」はビンタン島産のボーキサイトを積み込みヒ70船団に加入、8月15日に六連に到着した。10月から11月にかけてはフィリピンへの輸送作戦に従事し、SS艇5隻とSB艇1隻、合わせて6隻の機動艇、および護衛の「第102号哨戒艇」、「第38号哨戒艇」とともにタマ31B船団を編成して、11月12日に高雄を出港してマニラに向かう。バタン諸島を縫うように南下し、11月19日夜と20日午前に空襲を受けたが撃退して11月21日にマニラに入港した。
11月23日10時、「さんとす丸」は「第38号哨戒艇」、「第102号哨戒艇」および「第33号駆潜艇」の護衛によりマタ34船団を編成し、高雄に向けてマニラを出港した。このとき、「さんとす丸」は海軍部隊の人員を乗せていた。数は1,300名、1,500名、1,445名と諸説あるが、どの数が正しいにせよ、部隊の中にはレイテ沖海戦で撃沈された戦艦「武蔵」の生き残りが相当数含まれていた。船団は12ノットから13ノットの速力で北上していったが、11月24日23時ごろ北緯20度14分 東経121度50分 / 北緯20.233度 東経121.833度サブタン島近海を航行中にアメリカ潜水艦「アトゥル」にレーダーで探知された。「アトゥル」は戦闘配置を令して浮上状態のまま目標に接近し、翌11月25日1時10分すぎに疾走深度を6フィート（約1.83メートル）に設定した魚雷を艦首発射管から6本、艦尾発射管から2本発射。魚雷はまず「第38号哨戒艇」に2本が命中してこれを轟沈させ、間もなく「さんとす丸」にも2本が命中。「さんとす丸」はすぐには沈まなかったが救命ボートなどが破壊され、間を置かずして沈んだ。遭難者のうち700名ほどが「第102号哨戒艇」および「第33号駆潜艇」に救助された。1945年（昭和20年）1月10日に除籍および解傭。

### 艦長等
艦長
- （兼）木山辰雄 大佐：1941年3月1日[46] - 1941年3月12日[47]
- 松原寛三 大佐：1941年3月12日[47] - 1941年8月11日[48]
- 関禎 大佐：1941年8月11日[48] - 1942年11月18日[49]
- 今和泉喜次郎 大佐：1942年11月18日[49] - 1943年3月25日[50]

監督官
- 居谷吉春 大佐：1943年3月25日[50] - 1943年12月20日[51]

指揮官
- 關本織之輔 大佐：1943年12月20日[51] - 1945年1月6日[52]

## さんとす丸・二代

### 概要
戦争で壊滅的打撃を受けた第二次世界大戦後の日本の海運業界および造船業界は、1947年（昭和22年）から始まった計画造船の下で再建が進められた。もっとも、計画造船で建造される船舶の種類は、当初は貨物船とタンカーのみであった。他方、大阪商船は1950年（昭和25年）11月にGHQの許可の下に南米航路を貨物船のみで再開していた。おりもおり、1952年（昭和27年）4月28日のサンフランシスコ講和条約発効を契機として、南米移民が国策として復活することとなった。南米移民輸送を「歴史的大任」と自認していた大阪商船は、再び移民船を差し立てることを計画する。しかし、その移民船の整備については多少の紆余曲折があった。当時、大阪商船の手元には、かつて台湾航路に就航して病院船となり、戦争を生き延びた「高砂丸」（9,347トン）が残っており、当初はこの「高砂丸」を移民船に改装する計画があったが、予算の関係などで、いつのまにか沙汰止みとなった。これと前後するように、日本政府は第8次計画造船で貨客船1隻を建造することとし、これを大阪商船に割り当てることとした。これが、二代目の「さんとす丸」である。二代目「さんとす丸」は、戦争終結後初めて建造された外洋型貨客船でもあった。
二代目「さんとす丸」は三菱神戸造船所で昭和27年7月12日に起工して9月20日に進水、奇しくも初代と同じ12月10日に竣工した。平甲板方の船型を持ち、最上甲板に一等船室、その下には食堂と喫煙室が配され、特別三等船室は中甲板、特別三等食堂は上甲板後方にあった。1948年のSOLAS条約に適合した安全確保の設備も完備していたが、この点でも条約適用の日本最初の貨客船でもあった。「ささやかな設備」と大阪商船が認めているように、キャパシティ面では初代「さんとす丸」を初めとする戦前の南米航路就航船とは比べものにならなかったが、それはもとが貨客船で、移民船への転換が決まってから特別三等船室を急遽増設したためである。それでも、「さんとす丸」は大阪商船の移民船復活の第一歩を記すこととなった。
「さんとす丸」は竣工後間もなく54名のアマゾン移民を乗せて神戸港を出港。当初は戦前と同様に西回り南米航路に就航していたが、1953年（昭和28年）4月の日本・アルゼンチン通商協定締結を機に、昭和28年5月からはパナマ運河経由の東回り南米航路に回った。1955年（昭和30年）ごろに移民輸送が一時頭打ちになるが、パラグアイ移民の再開およびドミニカ共和国、ボリビアへの移民が開始されるに及んでキャパシティの不足が懸念されたため、1957年（昭和32年）に改装が行われて新たに三等船客558名を収容できる船室を増設した。翌1958年（昭和33年）には2代目の「あるぜんちな丸」（10,864トン）が就航して華やかさを増すが、1959年（昭和34年）以降は日本において高度経済成長期（第一次）に差し掛かったことや受入国側の状況の変化、それにともなう移民の数の減少、そして「あるぜんちな丸」に関わる高額の諸経費支出によって採算が低迷する。
1963年（昭和38年）に日本移住船（現：商船三井客船）が設立されて「さんとす丸」も移籍したが、経営が不安定だったため親会社の大阪商船三井船舶に傭船に出たりもした。1965年（昭和40年）には移民船としての最後の航海に従事。その後は1972年（昭和47年）にパナマのLiberty Maritime Corp.に売却されて「Winoa」と改名し、2年後の1974年には台湾のSincere Nav. Corp.に売却されて「Hui Hsing」と再改名され、1976年に高雄で解体された。